# Textchef
Textchef ist die neuzeitliche Funktionsbezeichnung
- eines leitenden Journalisten bei manchen, insbesondere großen Medien
- eines für die Texterstellung verantwortlichen Mitarbeiters in der Werbewirtschaft.

## Aufgaben
Er ist für die textlichen Agenden bei Medien, gleich ob Zeitung, Radio oder Fernsehen, verantwortlich bzw. endverantwortlich. Redakteuren und Reportern hilft er bei der Konzeption und Produktion ihrer Artikel. Der Textchef sorgt für verständliche Formulierungen, einen guten Schreibstil und streicht Überflüssiges bzw. fordert die Ergänzung um fehlende Informationen/Aussagen ein. Wortgewandtheit und Kreativität sind für diese Tätigkeit unverzichtbar, hinzu kommen Teamfähigkeit und Überzeugungskraft als im Betriebsablauf sehr nützliche Eigenschaften. In der Praxis werden mit dieser Funktion meist ältere, erfahrene Redakteure betraut.
Textchefs in der Werbewirtschaft arbeiten oft besonders eng mit dem Creative Director ihres Unternehmens zusammen.